# Jaume Fort
Jaume Fort Mauri Lorenzo (* 25. Juli 1966 in Cardedeu, Spanien) ist ein spanischer Handballfunktionär und ehemaliger Handballtorwart.

## Sportliche Karriere

### Verein
Jaume Fort begann mit sechs Jahren mit dem Handballspiel in seiner Heimatstadt bei BM Cardedeu. Mit 15 ging er in die Jugendabteilung von BM Granollers. 1986 debütierte der 1,82 m große Torhüter in der Liga ASOBAL und spielte vier Jahre für Granollers. 1990 schloss er sich dem erst ein Jahr zuvor gegründeten Verein CB Alzira Avidesa an, mit dem er die Copa del Rey 1992 sowie den EHF-Pokal 1993/94 gewann. Anschließend wechselte er zum amtierenden EHF-Champions-League-Sieger CB Cantabria Santander. In seinen fünf Spielzeiten gewann Fort erneut den Königspokal, zweimal die Copa ASOBAL, die Supercopa Asobal sowie den Europapokal der Pokalsieger. 1999 schloss er sich dem deutschen Bundesligisten TBV Lemgo an, mit dem er den Supercup 1999 gewann. Nach zwei Jahren wechselte er zum Aufsteiger Frisch Auf Göppingen, bei dem er 2004 vorerst seine Karriere beendete.
Im März 2005 wurde er von BM Ciudad Real für den auf Grund eines Kreuzbandrisses ausgefallenen Stammtorhüters Arpad Šterbik bis zum Saisonende reaktiviert. Mit Ciudad Real unterlag er in den Finalspielen der EHF Champions League 2004/05 dem FC Barcelona hauchdünn mit einem Tor.
Am 11. August 2007 wurde Jaume Fort zusammen mit Dejan Perić als bester Torhüter in der Geschichte des Schlecker Cups ausgezeichnet.

### Nationalmannschaft
Fort stand von 1986 bis 1987 in 18 Spielen im Aufgebot der spanischen Junioren-Nationalmannschaft. Bei der U-21-Weltmeisterschaft 1987 in Jugoslawien wurde er mit der Mannschaft Zweiter.
Mit der spanischen Nationalmannschaft nahm er an den Olympischen Spielen 1988, 1992 und 1996 teil und gewann bei seiner dritten Teilnahme die Bronzemedaille. Im gleichen Jahr wurde er Zweiter der Europameisterschaft, 1998 wiederholte er diesen Erfolg. Bei der Europameisterschaft 2000 gewann er noch einmal Bronze. Er wurde von 1988 bis 2000 in 177 Länderspielen eingesetzt.

### Erfolge
- Copa del Rey 1991/1992 und 1994/95
- Copa ASOBAL 1996/97 und 1997/98
- Supercopa Asobal 1994/95
- Deutscher Supercup 1999
- Deutscher Vizemeister 1999/2000
- Europapokal der Pokalsieger 1998/99
- EHF-Pokal 1993/94
- Finalist EHF Champions League 2004/05
- Finalist EHF-Europapokal der Pokalsieger 1995/96
- Silber bei der Europameisterschaft 1996 und 1998
- Bronze bei den Olympischen Spielen 1996
- Bronze bei der Europameisterschaft 2000
- Bundesliga-All-Star 2000, 2002 und 2003

## Berufliche Karriere
Jaume Fort hat einen Abschluss in englischer Philologie und spricht neben Spanisch und Englisch auch fließend Französisch und Deutsch. Nachdem er bereits für die „Vereinigung der spanischen Handballspieler“ (ABM) aktiv gewesen war, wurde er zum Präsidenten der „Vereinigung der europäischen Handballspieler“ (EHPU) gewählt. Im Februar 2007 wurde er in die „Athletes Commission“ der IHF gewählt. Seit Juni 2007 war er im Stadtrat von Cardedeu u. a. für den Bereich Sport zuständig. Im Februar 2012 legte er sein Amt nieder, um im Organisationskomitee von Granollers für die Handball-Weltmeisterschaft der Männer 2013 zu arbeiten. Seit 2017 ist er Präsident des katalanischen Handballverbandes.

## Privates
Er ist verheiratet und hat ein Kind.